# Élections municipales santoméennes de 2014
Des élections municipales se déroulent à Sao Tomé-et-Principe le 12 octobre 2014, afin de désigner les élus des Conseils des districts. Elles se déroulent en même temps que les élections législatives et élections régionales.
Tous les districts sont remportées par l'Action démocratique indépendante, à l'exception de celui de celui de Caué, où le Mouvement pour la libération de Sao Tomé-et-Principe est majoritaire.

## Résultats nationaux
| Parti                             | Parti                                                                                     | Voix   | %     | Sièges | +/- | Maires | +/- |
| --------------------------------- | ----------------------------------------------------------------------------------------- | ------ | ----- | ------ | --- | ------ | --- |
|                                   | Action démocratique indépendante (ADI)                                                    | 31 869 | 47,58 | 33     |     | 5      |     |
|                                   | Mouvement pour la libération de Sao Tomé-et-Principe – Parti social-démocrate (MLSTP-PSD) | 15 640 | 23,35 | 16     |     | 1      |     |
|                                   | Mouvement pour les forces de changement démocratique - Parti libéral (MDFM-PL)            | 2 516  | 3,75  |        |     | 0      |     |
|                                   | Union des démocrates pour la citoyenneté et le développement (UDD)                        | 1 247  | 1,86  | 1      |     | 0      |     |
|                                   | Parti de convergence démocratique (PCD)                                                   |        |       | 3      |     | 0      |     |
|                                   | Plateforme nationale pour le développement de Sao Tomé-et-Principe (PND-STP)              |        |       | 1      |     | 0      |     |
|                                   | Parti des travailleurs santoméens (en) (PTS)                                              | 198    |       |        |     | 0      |     |
|                                   | Mouvement socialiste (MS)                                                                 | 85     | 0,29  |        |     | 0      |     |
|                                   |                                                                                           |        |       |        |     |        |     |
| Suffrages exprimés                | Suffrages exprimés                                                                        | 64 057 | 95,63 |        |     |        |     |
| Votes blancs                      | Votes blancs                                                                              | 1 081  | 1,61  |        |     |        |     |
| Votes nuls                        | Votes nuls                                                                                | 1 844  | 2,75  |        |     |        |     |
| Total                             | Total                                                                                     | 66 982 | 100   | 54     |     | 6      |     |
| Abstentions                       | Abstentions                                                                               | 21 935 | 24,65 |        |     |        |     |
| Nombre d'inscrits / participation | Nombre d'inscrits / participation                                                         | 88 981 | 75,28 |        |     |        |     |

## Maires
| Date de l'élection | District    | Ancien maire    | Parti | Parti     | Maire élu                     | Parti | Parti     |
| ------------------ | ----------- | --------------- | ----- | --------- | ----------------------------- | ----- | --------- |
|                    | Água Grande |                 |       |           | Ekeneide dos Santos           |       | ADI       |
|                    | Cantagalo   | Aleixo Pires    |       | MLSTP-PSD | Paulo « Bacuda » de Carvalho, |       | ADI       |
|                    | Caué        |                 |       |           |                               |       | MLSTP-PSD |
|                    | Lobata      |                 |       |           | Policarpo Freitas             |       | ADI       |
|                    | Lembá       |                 |       |           |                               |       | ADI       |
|                    | Mé-Zóchi    | Nelson Carvalho |       | ex-ADI    | Isabel Domingos               |       | ADI       |

## Résultats par districts
| Parti                             | Parti                                                                         | Voix   | %     | Sièges | +/- |  |
| --------------------------------- | ----------------------------------------------------------------------------- | ------ | ----- | ------ | --- |  |
|                                   | Action démocratique indépendante                                              | 14 940 | 56,80 | 8      |     |  |
|                                   | Mouvement pour la libération de Sao Tomé-et-Principe – Parti social-démocrate | 5 623  | 21,40 | 3      |     |  |
|                                   | Mouvement pour les forces de changement démocratique - Parti libéral          | 721    | 2,74  | 0      |     |  |
|                                   | Union des démocrates pour la citoyenneté et le développement                  | 299    | 1,13  | 0      |     |  |
|                                   | Parti des travailleurs santoméens (en)                                        | 79     | 0,30  | 0      |     |  |
|                                   | Mouvement socialiste                                                          | 39     | 0,14  | 0      |     |  |
|                                   |                                                                               |        |       |        |     |  |
| Suffrages exprimés                | Suffrages exprimés                                                            | 25 477 | 96,9  |        |     |  |
| Votes blancs                      | Votes blancs                                                                  | 376    | 1,42  |        |     |  |
| Votes nuls                        | Votes nuls                                                                    | 451    | 1,71  |        |     |  |
| Total                             | Total                                                                         | 26 304 | 100   | 11     |     |  |
| Abstentions                       | Abstentions                                                                   | 10 976 | 19,4  |        |     |  |
| Nombre d'inscrits / participation | Nombre d'inscrits / participation                                             | 37 280 | 70,6  |        |     |  |

| Parti                             | Parti                                                                         | Voix  | %     | Sièges | +/- |  |
| --------------------------------- | ----------------------------------------------------------------------------- | ----- | ----- | ------ | --- |  |
|                                   | Action démocratique indépendante                                              | 2 582 | 38,70 | 5      |     |  |
|                                   | Mouvement pour la libération de Sao Tomé-et-Principe – Parti social-démocrate | 1 926 | 28,90 | 3      |     |  |
|                                   | Parti de convergence démocratique                                             |       |       | 1      |     |  |
|                                   | Mouvement pour les forces de changement démocratique - Parti libéral          | 225   | 3,38  | 0      |     |  |
|                                   | Union des démocrates pour la citoyenneté et le développement                  | 77    | 1,16  | 0      |     |  |
|                                   | Parti des travailleurs santoméens (en)                                        | 13    | 0,20  | 0      |     |  |
|                                   |                                                                               |       |       |        |     |  |
| Suffrages exprimés                | Suffrages exprimés                                                            | 6 341 | 95,1  |        |     |  |
| Votes blancs                      | Votes blancs                                                                  | 116   | 1,74  |        |     |  |
| Votes nuls                        | Votes nuls                                                                    | 209   | 3,14  |        |     |  |
| Total                             | Total                                                                         | 6 666 | 100   | 9      |     |  |
| Abstentions                       | Abstentions                                                                   | 1 461 | 18    |        |     |  |
| Nombre d'inscrits / participation | Nombre d'inscrits / participation                                             | 8 127 | 82    |        |     |  |

| Parti                             | Parti                                                                         | Voix  | %     | Sièges | +/- |  |
| --------------------------------- | ----------------------------------------------------------------------------- | ----- | ----- | ------ | --- |  |
|                                   | Mouvement pour la libération de Sao Tomé-et-Principe – Parti social-démocrate | 1 198 | 41,40 | 4      |     |  |
|                                   | Action démocratique indépendante                                              | 732   | 25,30 | 2      |     |  |
|                                   | Parti de convergence démocratique                                             |       |       | 1      |     |  |
|                                   | Mouvement pour les forces de changement démocratique - Parti libéral          | 119   | 4,11  | 0      |     |  |
|                                   | Union des démocrates pour la citoyenneté et le développement                  | 24    | 0,83  | 0      |     |  |
|                                   | Parti des travailleurs santoméens (en)                                        | 12    | 0,41  | 0      |     |  |
|                                   | Mouvement socialiste                                                          | 4     | 0,13  | 0      |     |  |
|                                   |                                                                               |       |       |        |     |  |
| Suffrages exprimés                | Suffrages exprimés                                                            | 2 672 | 92,4  |        |     |  |
| Votes blancs                      | Votes blancs                                                                  | 77    | 2,66  |        |     |  |
| Votes nuls                        | Votes nuls                                                                    | 141   | 4,87  |        |     |  |
| Total                             | Total                                                                         | 2 890 | 100   | 7      |     |  |
| Abstentions                       | Abstentions                                                                   | 756   | 23,1  |        |     |  |
| Nombre d'inscrits / participation | Nombre d'inscrits / participation                                             | 3 710 | 77,9  |        |     |  |

| Parti                             | Parti                                                                         | Voix  | %     | Sièges | +/- |  |
| --------------------------------- | ----------------------------------------------------------------------------- | ----- | ----- | ------ | --- |  |
|                                   | Action démocratique indépendante                                              | 2 010 | 34,54 | 4      |     |  |
|                                   | Mouvement pour la libération de Sao Tomé-et-Principe – Parti social-démocrate | 1 347 | 23,80 | 2      |     |  |
|                                   | Union des démocrates pour la citoyenneté et le développement                  | 598   | 10,45 | 1      |     |  |
|                                   | Mouvement pour les forces de changement démocratique - Parti libéral          | 229   | 3,93  | 0      |     |  |
|                                   | Parti des travailleurs santoméens (en)                                        | 18    | 0,30  | 0      |     |  |
|                                   | Mouvement socialiste                                                          | 14    | 0,24  | 0      |     |  |
|                                   |                                                                               |       |       |        |     |  |
| Suffrages exprimés                | Suffrages exprimés                                                            | 5 190 | 89,2  |        |     |  |
| Votes blancs                      | Votes blancs                                                                  | 112   | 1,92  |        |     |  |
| Votes nuls                        | Votes nuls                                                                    | 416   | 7,15  |        |     |  |
| Total                             | Total                                                                         | 5 718 | 100   | 7      |     |  |
| Abstentions                       | Abstentions                                                                   | 1 317 | 18,72 |        |     |  |
| Nombre d'inscrits / participation | Nombre d'inscrits / participation                                             | 7 035 | 81,27 |        |     |  |

| Parti                             | Parti                                                                         | Voix  | %    | Sièges | +/- |  |
| --------------------------------- | ----------------------------------------------------------------------------- | ----- | ---- | ------ | --- |  |
|                                   | Action démocratique indépendante                                              | 2 833 | 36   | 4      |     |  |
|                                   | Mouvement pour la libération de Sao Tomé-et-Principe – Parti social-démocrate | 2 649 | 33   | 4      |     |  |
|                                   | Parti de convergence démocratique                                             |       |      | 1      |     |  |
|                                   | Mouvement pour les forces de changement démocratique - Parti libéral          | 368   | 4,70 | 0      |     |  |
|                                   | Union des démocrates pour la citoyenneté et le développement                  | 56    | 0,70 | 0      |     |  |
|                                   | Parti des travailleurs santoméens (en)                                        | 22    | 0,30 | 0      |     |  |
|                                   |                                                                               |       |      |        |     |  |
| Suffrages exprimés                | Suffrages exprimés                                                            | 714   | 96   |        |     |  |
| Votes blancs                      | Votes blancs                                                                  | 104   | 1,30 |        |     |  |
| Votes nuls                        | Votes nuls                                                                    | 204   | 2,50 |        |     |  |
| Total                             | Total                                                                         | 7 922 | 100  | 7      |     |  |
| Abstentions                       | Abstentions                                                                   | 1 748 | 18   |        |     |  |
| Nombre d'inscrits / participation | Nombre d'inscrits / participation                                             | 9 670 | 82   |        |     |  |

| Parti                             | Parti                                                                         | Voix   | %     | Sièges | +/- |  |
| --------------------------------- | ----------------------------------------------------------------------------- | ------ | ----- | ------ | --- |  |
|                                   | Action démocratique indépendante                                              | 8 772  | 50,17 | 10     |     |  |
|                                   | Mouvement pour la libération de Sao Tomé-et-Principe – Parti social-démocrate | 2 857  | 16,34 | 0      |     |  |
|                                   | Mouvement pour les forces de changement démocratique - Parti libéral          | 854    | 4,88  | 0      |     |  |
|                                   | Union des démocrates pour la citoyenneté et le développement                  | 193    | 1,10  | 0      |     |  |
|                                   | Plateforme nationale pour le développement de Sao Tomé-et-Principe            |        |       | 1      |     |  |
|                                   | Parti des travailleurs santoméens (en)                                        | 54     | 0,30  | 0      |     |  |
|                                   | Mouvement socialiste                                                          | 28     | 0,16  | 0      |     |  |
|                                   |                                                                               |        |       |        |     |  |
| Suffrages exprimés                | Suffrages exprimés                                                            | 16 763 | 95,88 |        |     |  |
| Votes blancs                      | Votes blancs                                                                  | 296    | 1,27  |        |     |  |
| Votes nuls                        | Votes nuls                                                                    | 423    | 1,82  |        |     |  |
| Total                             | Total                                                                         | 17 482 | 100   | 11     |     |  |
| Abstentions                       | Abstentions                                                                   | 5 677  | 24,51 |        |     |  |
| Nombre d'inscrits / participation | Nombre d'inscrits / participation                                             | 23 159 | 75,48 |        |     |  |